# 加拿大統計局
加拿大統計局（英語：Statistics Canada）是加拿大聯邦政府的部門之一，負責進行全國人口、經濟、資源、社會及文化的統計工作。該局1971年由自治領統計局改名而來。
統計部每隔五年會進行一次全國人口普查。在2006年的加拿大全國人口普查中，加拿大统计局首次透過互聯網讓國民在網上填寫及遞交统计表格。
現任統計局局長為阿尼爾·阿羅拉。

## 外部連結
- 加拿大統計局（页面存档备份，存于） （英文） （法文）
- 2006年人口普查历史页面（页面存档备份，存于） （英文） （法文）